# Nightwing (album)
Nightwing è il quinto album della Black metal band svedese Marduk. È stato registrato e mixato tra ottobre e novembre 1997, poi pubblicato nell'aprile 1998. Il tema principale dell'album è il sangue, mentre i successivi saranno basati sulla guerra (Panzer Division Marduk), e sulla morte (La Grande Danse Macabre), formando così la trilogia "sangue, guerra e morte".

## Temi
Il tema principale è il sangue, diviso in due parti: la prima parte è composta da canzoni a testo satanista, mentre la seconda parte consiste in un concept su Vlad 'Tepes' Drakul, l'impalatore della Valacchia.

## Tracce
Chapter I - Dictionnaire Infernal
1. "Preludium" – 2:09
2. "Bloodtide (XXX)" – 6:43
3. "Of Hells Fire" – 5:22
4. "Slay the Nazarene" – 3:48
5. "Nightwing" – 7:34

Chapter II - The Warlord of Wallachia
1. "Dreams of Blood and Iron" – 6:19
2. "Dracole Wayda" – 4:07
3. "Kaziklu Bey (The Lord Impaler)" – 4:02
4. "Deme Quaden Thyrane" – 5:06
5. "Anno Domini 1476" – 2:13

La traccia "Nightwing" è assente nella track list ufficiale, ma è comunque presente nel cd.

## Ristampa
Nel 2008 è uscita una ristampa con una copertina totalmente differente (disegnata dall'italiano Lorenzo Mariani) audio remixato ed un dvd video extra con il concerto registrato a Rotterdam il 5 aprile 1998 con la seguente tracklist:
1. "Of Hells Fire"
2. "Those Of The Unlight"
3. "Slay The Nazarene"
4. "The Black..."
5. "Still Fucking Dead"
6. "Sulphur Souls"
7. "Dreams Of Blood And Iron"
8. "Beyond The Grace Of God"

## Formazione
- Erik "Legion" Hagstedt - voce
- Morgan Steinmeyer Håkansson - chitarre
- Bogge "B. War" Svensson - basso
- Fredrik Andersson - batteria